# Evan MacDonald
Evan MacDonald (ur. 29 czerwca 1981) – kanadyjski zapaśnik w stylu wolnym. Olimpijczyk z Aten 2004, gdzie zajął siedemnaste miejsce w kategorii 66 kg.
Czterokrotny uczestnik mistrzostw świata, ósmy w 2003 i 2005. Drugi w Pucharze Świata w 1994. Zdobył brązowy medal na igrzyskach panamerykańskich w 1999. Brąz na Igrzyskach Wspólnoty Narodów w 2010 roku.
Jego żona to zapaśniczka Jessica MacDonald.